# Saint-Barthélemy (Landes)
Saint-Barthélemy település Franciaországban, Landes megyében. Lakosainak száma 421 fő (2022. január 1.). Saint-Barthélemy Urt, Biaudos, Saint-André-de-Seignanx, Saint-Laurent-de-Gosse, Saint-Martin-de-Seignanx és Urcuit községekkel határos.

## Népesség
A település népessége az elmúlt években az alábbi módon változott:
| Lakosok száma | 151  | 156  | 183  | 325  | 395  | 425  | 422  | 419  | 420  | 421  |
|               | 1968 | 1982 | 1990 | 2006 | 2013 | 2015 | 2017 | 2019 | 2020 | 2022 |